# 西田佐知子
西田 佐知子（にしだ さちこ、1939年〈昭和14年〉1月9日 - ）は、日本の元歌手。愛称は「さっちん」。夫は俳優・テレビ司会者・タレントの関口宏、息子は俳優・タレントの関口知宏。

## 略歴
大阪府大阪市城東区生まれ。帝国女子高等学校（現・大阪国際滝井高等学校）中退。西田佐智子の名で歌手デビュー。それ以前には、「浪花けい子」の名で活動したこともあった。代表作「アカシアの雨がやむとき」は、60年安保当時の世相を表現するテーマ曲のように扱われており、そのハスキーで退廃的な魅力に満ちた歌声は現在でもニュース映像のBGMなどで使用されることがある。

### 年譜
- 1956年（昭和31年） - 「伊那の恋唄」でマーキュリーからデビュー
- 1960年（昭和35年） - 「死ぬまで一緒に」発売
- 1961年（昭和36年） - ギリシャ映画『日曜はダメよ』同名主題歌のスマッシュヒット、続けて外国曲のカバー「コーヒールンバ」のメガヒットで一躍その名を知られるようになる。
- 1962年（昭和37年） - 「アカシアの雨がやむとき」で村田英雄の「王将」とともに第4回日本レコード大賞特別賞を受賞
- 1967年（昭和42年） - レコード売上1000万枚を突破の記念曲「たそがれの恋」発売。9月30日にはレコード売上1000万枚突破記念チャリティ・リサイタルを東京厚生年金会館で開催
- 1971年（昭和46年） - 関口宏との結婚を発表する。これを機に芸能活動を大幅に縮小
- 1973年（昭和48年） - 所属事務所「東洋企画」が倒産[6]。
- 1982年（昭和57年） - 「テレビを見ている女」を発売（現在のところ最終シングル）

1982年以降表立った活動は無いが、 1990年（平成2年）、歌手・平井菜水のデビュー曲「めざめ」（夫の関口宏が司会を務める日本テレビ系テレビ番組『知ってるつもり?!』のエンディング曲）の作詞を行っている。

## 人物
- 「コーヒールンバ」のヒット当時、本人はコーヒーを飲む習慣がなく「（歌詞中の）モカ・マタリって何？」といった調子だったのが、結婚後は夫の影響で飲むようになったという。
- 家庭に入ることに関しては西田はもともと仕事があんまり好きじゃないからいいとしていた[7]。

- 1971年（昭和46年）3月24日の結婚後は仕事をセーブし、オリジナル作品のほか歌謡曲・演歌・ニューミュージックなどのカバー作品も発表し、レコーディング活動が中心となっていたが、新曲は1982年（昭和57年）発売のシングル「テレビを見ている女」が最後となった。この時期に活動していた多くのスター歌手はモノラルからステレオへの過渡期にあり、過去のモノラル録音曲をステレオで再録音することが多かった。西田も結婚後の1970年代後半にモノラル時代の主要曲をアルバム用にステレオ再録音したが、現在は廃盤となっている。また、現在発売されるコンピレーション・アルバムでは、モノラル録音のものはモノラル・オリジナル音源を収録することで統一されている。

- 1990年には作詞家としても活動していた[注 1]。現在は専業主婦となっている。

- 「初めての街で」は2017年時点でも菊正宗酒造のTVコマーシャルで歌声が使用されている[8]が、2009年にはジェロが歌うバージョンも使用された。

## シングル
1. 伊那の恋唄（H-15221：1956年10月臨発）- Ｂ面曲で、Ａ面は「勘太郎天龍唄（藤島桓夫）」。　マーキュリー・レコード（SP盤）で、西田佐智子名義。
2. 島のかよい舟（H-15236：1956年11月15日）- Ｂ面曲で、Ａ面は「利兵衛晴れ姿（藤島桓夫）」。　マーキュリー・レコード（SP盤）で、西田佐智子名義。
3. 母孔雀の唄（H-15247：1956年12月15日）- 同名の東映映画主題歌。Ａ面曲で、Ｂ面は「涙の乙女星（丸山美智子)」。　マーキュリー・レコード（SP盤）で、西田佐智子名義。
4. てれつく踊り（H-15252：1957年1月20日）- Ｂ面曲で、Ａ面は「花まつり男道中（藤島桓夫）」。　マーキュリー・レコード（SP盤）で、西田佐智子名義。
5. 南國の踊り子（H-15259：1957年2月15日）- Ｂ面曲で、Ａ面は「下田港に雨が降る（藤島桓夫）」。　マーキュリー・レコード（SP盤）で、西田佐智子名義。
6. 東京から来た便り（H-15267：1957年）- マーキュリー・レコード（SP盤）で、西田佐智子名義。Ｂ面は「俺らは東京へ来たけれど(藤島桓夫）
7. 手拍子揃えて（由利章：西田佐智子）H-15270　　A面は「酔っぱらっちゃ嫌よ（直木みち子）
8. 旅の踊子さん（H-15275：1957年4月15日）- マーキュリー・レコード（SP盤）で、西田佐智子名義。B面は「瀬戸は夕凪（伊東満）
9. 夜が切ない（DJ-1034：1959年10月20日）- Ｂ面曲で、Ａ面は「哀しみは胸深く（原田信夫）」。日本グラモフォン（ポリドール）からの第1弾で、西田佐智子名義。
10. １対１のブルース（DJ-1039：1959年11月20日）- Ｂ面は「グラビアの中の女（原田信夫）」。西田佐智子名義。
11. いとはんの故郷（DJ-1044：1959年12月10日）- Ｂ面曲で、Ａ面は「グッドナイトおやすみなさい（大関進）」。西田佐智子名義。
12. ピンクレディ（日活映画「海から来た流れ者」挿入歌）（DJ-1065：1960年3月1日臨発）- Ｂ面曲で、Ａ面は「わたしのばら（千草春美）」。これより西田佐知子名義。
13. アカシアの雨がやむとき（DJ-1062：1960年4月新譜 - Ｂ面は「夜霧のテレビ塔（原田信夫）」
14. 星が泪を流してる（DJ-1076：1960年7月新譜）- Ｂ面曲で、Ａ面は「雨に濡れたキッス（大関進）」
15. 淋しい女猫（DJ-1082：1960年8月新譜）- Ｂ面は「あんな奴ぁ知らねぇ（高城丈二）」
16. あと５分だけ（DJ-1086：1960年8月20日）- Ｂ面は「ワン・モア・キス・ミイ（原田信夫）」
17. 死ぬまで一緒に（DJ-1098：1960年9月3日臨発）- Ｂ面曲で、Ａ面は「海の情事に賭けろ（赤木圭一郎）。
18. 泪がいっぱい（DJ-1095：1960年10月20日）- Ｂ面は「ベラドンナ（青山牧子）」
19. 月影のキューバ / 悲しきブルース（DJ-23：1960年12月新譜）
20. 灯りを消して / 銀のライター（DJ-1100：1960年12月新譜
21. ほゝえみ（DJ-1115：1960年12月10日）- Ｂ面曲で、Ａ面は「若さがいっぱい（赤木圭一郎）」。
22. 日曜はいやよ / ジャンガディロの歌（DJ-27：1961年1月臨発）− ユナイト配給映画「ネヴァー・オン・サンデー」主題歌
23. 昼は太陽（DJ-1110：1961年1月20日）- Ｂ面は「僕の好きな娘（竹田公彦）」
24. ラキ・ラキ / 10ルックスの灯（DJ-1120：1961年3月20日）
25. ボーイ・ハント / 夢のナポリターナ（DJ-33：1961年4月5日臨発）- MGM映画「ボーイ・ハント」主題歌。コニー・フランシスのカバー。
26. 愛の悲しみ / 宵待草（DJ-1128：1961年4月20日）
27. 刑事物語 / わたしだけの子守唄（DJ-1141：1961年6月20日）- Ａ面は東京放送ＴＶ「刑事物語」主題歌。
28. 南国の夜（DJ-1146：1961年7月20日）- Ｂ面は「夕日に赤い帆（高城丈二）」
29. 欲望のブルース / コーヒールンバ（DJ-1157：1961年8月1日）
30. スク・スク（DJ-1163：1961年8月1日）- Ｂ面は「デンデラレンケン（万代陽子）」
31. モン・プチ（DJ-1154：1961年8月20日）- 松竹映画「秀才はんと鈍才どん」挿入歌。Ｂ面は「長崎の夜の物語（高城丈二）」
32. さよならをもう一度（DJ-1190：1961年11月1日）- 同名のユナイト映画より。Ｂ面は「独立騎兵隊マーチ（ハニーナイツ）」
33. さすらいのルンバ / 君去りし夜（DJ-1201：1962年2月20日）
34. 信じていればこそ / キッスは素晴らしい（DJ-1210：1962年4月20日）
35. 幸せは彼方の岸に / いつかその日が（DJ-1234：1962.5.15臨発）- ドイツ録音で、バックはホルスト・ヴェンデ楽団
36. 恋のお初天神 / 星空にお別れはない（DJ-1229：1962年7月新譜）
37. 私は泣きたいの（DJ-1241：1962年9月新譜）- Ｂ面は「二人は幸福（竹田公彦）」
38. 死ぬまで一緒に / 灯りを消して（DJ-1249：1962年9月追加発売）
39. １対１のブルース / 夜が切ない（DJ-1251：1962年10月新譜）−カップリング替えの再発売
40. 恋に二日酔 / 泪がにじむ時（DJ-1263：1962年11月新譜）
41. ポプラ並木に星はまたたく / 風立ちぬ（DJ-1271：1962年12月新譜）
42. 悲しみの夜は明けて / 楽しき片想い（DJ-1282：1962年12月10日）
43. 浜辺の私 / エリカの花散るとき（DJ-1288：1963年2月新譜）
44. 夕日は沈まない  / 青いリボンのヘアーピン（DJ-1300：1963年3月新譜）
45. 私の罪 / 戦場の恋（DJ-1310：1963年4月新譜）
46. 故郷のように / どうなるの？（DJ-1322：1963年4月新譜）- Ａ面はNHKテレビ「夢であいましょう」今月のうた（1962年12月の唄）
47. あの人はいま / 花の季節（DJ-1331：1963年4月新譜）- Ａ面は同名の松竹映画主題歌
48. 浜千鳥 / 城ケ島の雨（DJ-1336：1963年?月新譜）『浜千鳥』は1919年（大正8年）発表の日本の童謡。作詞：鹿島鳴秋／作曲：弘田龍太郎
49. 椰子の実 / 浜辺の歌（DJ-1357：発売中止）- 1963年8月新譜として告知されたが、発売中止となる[9]
50. 星に希いをかけるとき / 愛の別れ（DJ-1378：1963年8月新譜）
51. 死んでもいい / 純愛（DJ-1372：1963年9月新譜）
52. 恋なんてしたくない / 雪明りの街（DJ-1383：1963年10月新譜）
53. 東京ブルース / サルビアの花は知っている（DJ-1421：1964年1月10日臨発） - 淡谷のり子の東京ブルースとは別の楽曲
54. こいさんのブルース / 流れの雲とともに（DJ-1442：1964年4月新譜）
55. ガンジス河の月 / 遙かなる恋路（DJ-1455：1964年5月1日臨発）
56. 東京讃歌 / 泪のブルース（SDR-1010：1964年8月新譜）- このシングルよりステレオ盤になる
57. ある雨の朝… / ひとり渚を（SDR-1025：1964年9月新譜）
58. 博多ブルース / 京都ブルース（SDR-1037：1964年11月新譜）
59. メリケン・ブルース / 大阪の夜（SDR-1044：1964年12月新譜）
60. 「死」が二人を訣つまで / この世で私が一ばん（SDR-1059：1965年2月新譜）
61. 異国の女 / アリラン（SDR-1075：1965年4月新譜）
62. さいはての慕情 / 未練の夜汽車（SDR-1082：1965年4月新譜）
63. 札幌エレジー / 好きなのに（SDR-1084：1965年4月5日）
64. こんなに こんなに好きなのよ / 酒場のエレジー（SDR-1094：1965年5月5日）
65. 喜びも悲しみも / 女の十字架（SDR-1105：1965年6月5日）
66. 死んでも離れない / いや（SDR-1115：1965年7月5日）
67. 男はいゝわ / お座敷ブルース（SDR-1124：1965年8月5日）
68. 女の港 / 如何なる星の下に（SDR-1140：1965年10月5日）
69. 赤坂の夜は更けて - 島倉千代子との競作 / 女の意地 （SDR-1158：1965年10月5日）
70. 花は散りゆく / 裏町酒場 （SDR-1159：1966年1月5日）- 美空ひばりの同名ヒットソング（1982年）とは別楽曲
71. ながれの花 / 灯かげのブルース（SDR-1174：1966年3月5日）
72. はてしなき恋 / くちづけ（SDR-1190：1966年5月5日）
73. ねむの木の子守唄 / ねむの木の子守唄（伴奏用）（SDR-1199：1966年3月25日臨発）
74. さよならは云えない / 秘密（SDR-1209：1966年6月15日臨発）−Ａ面は大映映画「複雑な彼」主題曲
75. 雨の夜曲 / 恋に別れて（SDR-1216：1966年8月5日）
76. 信じていたい / 恋のかたみは泪だけ（SDR-1237：1966年10月20日臨発）
77. 泪のウエディング・ベル / たそがれのバラード（SDR-1248：1967年1月5日）
78. 雲の流れに / どこかで貴方が（SDR-1250：1967年3月新譜）
79. 美貌の影 / 想い出のネックレス（SDR-1259：1967年3月5日）−Ａ面はよみうりテレビ「美貌の影」主題歌、Ｂ面は同挿入歌
80. たそがれの恋 / 愛の引き汐（SDR-1279：1967年6月25日臨発）
81. 香林坊ブルース / 雪降る夜のビギン（SDR-1307：1967年10月5日）
82. 別府ブルース / 夜は帰らない（SDR-1309：1967年11月5日）
83. 涙のかわくまで / 嘘は罪よ（SDR-1317：1967年12月27日臨発）
84. 愛なぜ哀し / 真実（SDR-1337：1968年4月5日）−「週刊大衆」連載　川内康範作
85. 夜霧のむこうに / 恋は夢いろ（SDR-1348：1968年6月5日）
86. あの人に逢ったら / にくい人（SDR-1375：1968年9月5日）
87. どうして / おんな星（SDR-1398：1969年1月5日）
88. くれないホテル / 通り過ぎた恋（SDR-1426：1969年4月5日）
89. 星のナイト・クラブ / 悲しい夢（SDR-1452：1969年8月5日）
90. アカシアの雨がやむとき / 東京ブルース （DR-2006：1969年8月5日）- カップリング替えの再発売
91. コーヒー・ルンバ / 欲望のブルース （DR-2007：1969年8月5日）- カップリング替えの再発売
92. エリカの花散るとき / 灯りを消して（DR-2008：1969年8月5日）- カップリング替えの再発売
93. 気になるあなた / さよならは貴方から（DR-1462：1969年10月5日）
94. 鍵をかけないで / きのうの涙（DR-1479：1970年1月5日）
95. 古い傷あと / あなた私のもの（DR-1508：1970年4月1日）
96. 神戸で死ねたら / 愛は罪のように（DR-1518：1970年6月1日）
97. 女の意地 / 傷ついた花びら（DR-1573：1970年12月1日）
98. わかれ道 / お別れバイヨン（DR-1611：1971年6月1日）
99. わたしを許して / 明日への汽車（DR-1734 : 1973年3月）
100. 口紅のあと / 人の気も知らないで（DR-1787：1973年9月新譜）
101. アカシアの雨がやむとき / 東京ブルース （DR-2606：1975年12月1日）- DR-2006の再発売（想い出盤）
102. コーヒー・ルンバ / 欲望のブルース （DR-2607：1975年12月1日）- DR-2007の再発売（想い出盤）
103. エリカの花散るとき / 灯りを消して（DR-2608：1975年12月1日）- DR-2008の再発売（想い出盤）
104. 女の意地 / 裏町酒場（DRQ-6901：1976年12月1日）- ベスト・ヒット・シリーズ
105. 今夜のこと / フライ・アウェイ（DR-6119：1977年8月新譜）
106. 初めての街で / ラストコール（DR-6363：1979年11月） - 菊正宗酒造のCM曲。使用は1975年から[10]。CMとシングルでは一部歌詞が違う。前者は非売品の宣伝盤として一部に配布、後者はシングル盤として1979年に発売。共にCD化されている。
107. テレビを見ている女 / ワン・ナイト、ワン・キッス（1982年）- 最後のシングル曲。（2019年7月現在）

## アルバム
- アカシアの雨がやむとき（西田佐知子ヒット曲集）（JPJ-39：1961年5月1日臨発）- 25cm・モノラル盤
- コーヒー・ルンバ（西田佐知子ヒット曲集）（LPJ-64：1962年1月新譜）- 25cm・モノラル盤
- さっちゃんの夢のアルバム（西田佐知子ヒット曲集）（LPJM-4：1962年12月新譜）- 30cm盤・モノラル盤
- 故郷のように（LPJ-128：1963年7月新譜）- 25cm・モノラル盤
- 西田佐知子叙情曲を歌う（SLJM-1022：1963年12月新譜）- 30cm・ステレオ盤（全12曲）
- 西田佐知子叙情曲を歌う（LPJ-143：1963年12月新譜）- 25cm・モノラル盤（全10曲、同タイトルのステレオ盤から2曲カットしたもの）
- さっちゃんのヒット・アルバム（LPJM-5：1964年2月新譜）- 30cm・モノラル盤
- 東京ブルース（西田佐知子ヒット曲集）（LPJM-7：1964年6月新譜）- 30cm・モノラル盤
- 東京讃歌（さっちゃんのムード軽音楽集）（SLJM-1120：1965年1月新譜）- 西田佐知子のヒット曲をポリドール・オーケストラが演奏したもので、本人歌唱はなし（編曲：川上義彦）
- ある雨の朝…（西田佐知子ヒット曲集）（SLJM-1127：1965年2月新譜）- 30cm・ステレオ盤
- 赤坂の夜は更けて（西田佐知子ヒット曲集）（SLJM-1244：1966年2月5日）
- 雨の夜曲（ノクターン）（西田佐知子ヒット・アルバム）（SLJM-1320：1966年12月5日）
- 雲の流れに（西田佐知子ヒット・アルバム）（SLJM-1340：1967年4月5日）
- 涙のかわくまで（さっちゃんのゴールデン・ヒット・アルバム）（SMR-3012：1968年3月5日）
- 愛の終りのときに（西田佐知子悲しみをうたう）（SMR-3021：1968年8月5日）- 唄とナレーション
- 西田佐知子、恋を唄う（SMR-3036：1969年3月5日）- 唄とナレーション　ウナ・セラ・ディ東京の初出を含む
- 西田佐知子・愛のささやき　星のナイト・クラブ（SMR-3066：1969年9月15日）
- 鍵をかけないで（西田佐知子ヒット・アルバム）（MR-3098：1970年4月1日）
- 西田佐知子　盛り場の女（MR-3119：1970年6月10日臨発）
- 西田佐知子　城ケ島の雨（MR-3133：1970年9月1日） - SLJM-1022の再発売（曲順を変更）
- 西田佐知子　あなたに捧げる愛の言葉（MR-3145：1970年11月1日）−唄とナレーション
- 愛ひとすじに（西田佐知子オリジナル・アルバム）（MR-2203：1971年12月新譜）
- わたしを許して（MR-2223：1973年1月新譜）
- 美徳のよろめき（MR-2241：1973年11月1日）
- いつもの午後（MR-3070：1977年7月21日）
- 西田佐知子　抒情をうたう（MR-3128：1978年7月新譜）　−SLJM-1022の再発売
- 初めての街で（MR-3204：1979年12月新譜）

## ベスト・アルバム
- さっちゃんとともに（アカシアの雨がやむときから東京ブルースまで）（LPJM-10：1964年11月新譜）- 30cm・モノラル盤
- さっちゃんと共に（MR-9002：1966年5月5日）- 30cm・モノラル盤　MR-9002（1）と（2）の2枚組
- たそがれの恋（西田佐知子ヒットアルバム）（SLJM1375：1967年9月5日）付録ソノシート「西田佐知子とともに」付き
- 西田佐知子・歌謡大全集（SMR-9011/14：1968年12月10日）- 4枚組の箱入り　9011と9012 はモノラル、9013 と 9014 はステレオ
- さっちゃんと共に（SMR-9038/39：1969年）2LP。MR-9002の再発
- 西田佐知子　魅力のすべて（SMR-3055：1969年8月25日臨）
- 西田佐知子　恋と愛と涙（MR-8001/02：1970年5月1日）2LP
- 西田佐知子ダブル・デラックス・アルバム（MR-9074/75：1970年12月1日） 2LP　カバー曲ベスト　新録「ブルー・ライト・ヨコハマ」収録
- 女の意地　西田佐知子ベスト・ヒット・アルバム（MR-3162：1971年3月1日）
- 歌に生命を（MR-9082/84：1971年12月新譜） 3LP
- 西田佐知子　パーフェクト20（MR-8501/02：1972年11月5日）2LP　限定発売（カラー・カレンダー付）
- 西田佐知子　グロリアス20（MR-8537/38：1973年5月21日）2LP　限定発売
- 西田佐知子　パーフェクト20（MR-8575/76：1973年11月10日）2LP　限定発売
- パーフェクト　西田佐知子（MR-9807/08：1974年5月新譜）2LP　限定発売
- 西田佐知子　恋と愛と涙（MR-9132/33：1974年6月21日）2LP　MR-8001/02の再発
- 西田佐知子　魅力のすべて（MR-2253：1974年6月21日）SMR-3055の新装再発売
- 西田佐知子　パーフェクト（MR-9849/50：1974年11月10日）2LP　限定発売
- パーフェクト14　西田佐知子（MR-7503：1975年5月新譜）限定発売
- 西田佐知子　パーフェクト24（MR-8635/36：1975年11月新譜）限定発売
- パーフェクト24（MR-9947～8：1976年） 2LP
- 西田佐知子　ベスト14（MR-3051：1977年2月21日）
- 西田佐知子　ゴールデン・ダブル・デラックス（MRZ-9227/28：1977年8月21日） 2LP
- 西田佐知子　ベスト・アルバム（MR-3172：1979年4月1日）
- NEW PERFECT　西田佐知子（MR-7514：1979年11月1日）　限定発売
- トップ・スター/ベスト&ベスト（38MX-9003～4） 2LP　新録「みちづれ」「舟唄」収録
- 全曲集（1985年）
- 西田佐知子 アカシアの雨がやむとき（1993年）
- 全曲集（1994年）
- 西田佐知子全曲集（1999年）
- スーパー・バリュー 西田佐知子（2001年）
- GOLDEN☆BEST 西田佐知子（2003年）
- 西田佐知子 ベスト10（2005年）
- ベストヒット&カラオケ 西田佐知子（2006年）
- 西田佐知子 魅惑のヒット集ベリーベスト（2006年）
- 西田佐知子 エッセンシャル・ベスト（2007年）
- 初めての街で 〜西田佐知子ベストセレクション〜（2009年）
- たそがれの恋+鍵をかけないで（2013年）

## CD-BOX
- 西田佐知子全集（2001年）
- 西田佐知子歌謡大全集（2007年）

## コンパクト盤
- 西田佐知子、叙情曲を歌う（浜千鳥/出船/浜辺の歌/城ヶ島の雨）（SLKJ-62：1964年12月新譜）- 17cm・ステレオ盤
- 西田佐知子、叙情曲を歌う Vol.2（荒城の月/叱られて/宵待草/花嫁人形）（SLKJ-66：1965年2月新譜）
- 西田佐知子、叙情曲を歌う Vol.3（花/早春賦/平城山/ちんちん千鳥）（SLKJ-68：1965年4月新譜）
- 赤坂の夜は更けて（赤坂の夜は更けて/女の意地/花は散りゆく/女の港）（SKR-1003：1966年6月5日）- 17cm・ステレオ盤
- アカシアの雨がやむとき（アカシアの雨がやむとき/夜が切ない/死ぬまで一緒に/灯りを消して）（SKR-1006：1966年6月5日）
- 東京ブルース（東京ブルース/泪のブルース/博多ブルース/こいさんのブルース）（SKR-1007：1966年6月5日）
- エリカの花散るとき（エリカの花散るとき/サルビアの花は知ってる/故郷のように/愛の別れ）（SKR-1011：1966年9月5日）
- 裏町酒場（裏町酒場/ながれの花/男はいいわ/灯かげのブルース）（SKR-1012：1966年9月5日）
- 信じていたい（信じていたい/恋のかたみは泪だけ/黒と城のエレジー/知らない街）（SKR-1020：1967年3月新譜）
- 雲の流れに（雲の流れに/どこかで貴方が/泪のウェディング・ベル/たそがれのバラード）（SKR-1022：1967年5月5日）
- 涙のかわくまで（涙のかわくまで/香林坊ブルース/たそがれの恋/別府ブルース）（SKR-1029：1968年2月5日）
- あの人に逢ったら（あの人に逢ったら/恋は夢いろ/夜霧のむこうに/にくい人）（SKR-1033：1968年11月5日）
- くれないホテル（くれないホテル/通り過ぎた恋/どうして/おんな星）（SKR-1036：1969年6月5日）
- 星のナイト・クラブ（星のナイト・クラブ/悲しい夢/気になるあなた/さよならは貴方から）（KR-1038：1969年11月5日）
- 鍵をかけないで（鍵をかけないで/きのうの涙/古い傷あと/あなた私のもの）（KR-1044：1970年5月1日）
- 女の意地（女の意地/傷ついた花びら/神戸で死ねたら/愛は罪のように）（KR-1051：1971年2月1日）
- 西田佐知子　ゴールデン4（アカシアの雨がやむとき/信じていたい/女の意地/赤坂の夜は更けて）（KR-1114：1975年6月新譜）
- 西田佐知子　ゴールデン4（女の意地/裏町酒場/アカシアの雨がやむとき/東京ブルース）（KR-1135：1976年5月21日）
- 西田佐知子　ベスト・ヒット4（初めての街で/シスコ・ナイト/東京ブルース/赤坂の夜は更けて）（KRS-3052：1979.12新）

## NHK紅白歌合戦出場歴
| 年度/放送回               | 曲目                          | 対戦相手         |
| ------------------------- | ----------------------------- | ---------------- |
| 1961年（昭和36年）/第12回 | コーヒールンバ                | 平尾昌章         |
| 1962年（昭和37年）/第13回 | アカシアの雨がやむとき        | フランク永井     |
| 1963年（昭和38年）/第14回 | エリカの花散るとき            | 橋幸夫           |
| 1964年（昭和39年）/第15回 | 東京ブルース                  | アイ・ジョージ   |
| 1965年（昭和40年）/第16回 | 赤坂の夜は更けて              | 春日八郎         |
| 1966年（昭和41年）/第17回 | 信じていたい                  | フランク永井     |
| 1967年（昭和42年）/第18回 | 涙のかわくまで                | ダーク・ダックス |
| 1968年（昭和43年）/第19回 | あの人に逢ったら              | 水原弘           |
| 1969年（昭和44年）/第20回 | アカシアの雨がやむとき(2回目) | 村田英雄         |
| 1970年（昭和45年）/第21回 | 女の意地                      | にしきのあきら   |

## テレビ出演
テレビドラマ
- 跳び上がる娘たち（1962年、日本テレビ）- 幸子役
- 東京バイパス指令（1968年 - 1970年、日本テレビ）- 二宮刑事役

音楽番組
- 『ミュージックフェア』（フジテレビ系）[11]

1965年4月26日 - 坂本九と出演
1965年10月25日 - 藤沢嵐子・太田博之と出演
1967年2月13日 - フランク永井・ダークダックスと出演
1967年7月31日 - ザ・ピーナッツ・久保浩・小林旭と出演
1968年3月4日 - 三田明・岸洋子と出演
1969年7月22日 - フランク永井・ビリーバンバンと出演